# معويات
معويات (الاسم العلمي: Enterobacteriales) هي رتبة من البكتيريا تتبع طائفة المتقلبات غاما من شعبة المتقلبات.

## فصائل
تحتوي هذه الرتبة من البكتيريا على فصيلتين هما:		
- الأمعائيات
- المورغانيلية